# 安良岡健
安良岡 健（あらおか たけし、あらおか けん 1940年3月27日 - 2019年5月31日）は、日本の元レーシングライダー。東京都出身。
愛称：あらけん　戸籍上：田中 健(たなか たけし)
トーハツ、カワサキ、スズキのワークスチームに所属し、日本国内のレースの他、ヨーロッパのWGPやマカオなどの海外レースにも参戦した。

## 経歴
- 東京の自動車商、機輪内燃機 に勤務。同僚には田村三夫 や北原豪彦などがいた。
- 1960年 に開催された第3回全日本クラブマンレースの200ccクラスにフジモーター（エンジンはガスデン）で出場。以後、ロードレースやモトクロスなどで活躍。
- 1961年 に開催された第4回全日本クラブマンレースの501cc以上クラスにトライアンフで出場し優勝。
- 1961年前後にトーハツのワークスライダーになり、1962年の第5回全日本クラブマンレース（アマチュア対象）に出場。250ccクラスで4位。同時に行われた日本選手権レース（プロライダーも参加化）にも出場し、50ccクラスで6位、125ccクラスで４位。
- 1965年にカワサキに移籍[注釈 1]。同年の日本GPの125ccクラスで予選14位、決勝リタイヤ。主としてロードレースで活躍。ただし当時はロードレースの開催数が少なかったため、合間にモトクロスにも出場した。
- 1966年の日本GPの125ccクラスで7位（マシンはカワサキ・KA-1）。
- 1967年の日本GPの350ccクラスでリタイヤ（マシンはカワサキ・A7R）。
- 1969年 にカワサキワークスライダーとしてデイトナ200に参戦。
- 1972年 世界GP500ccクラス（現MotoGP）にプライベーターとして参戦。マシンはカワサキ・H1R。東ドイツGPでは9位入賞を果たした。
- 1973年、スズキ へ移籍。同年7月の鈴鹿8時間耐久で阿部孝夫と組み優勝（マシンはスズキ・TR500-2）。レース出場の他、ワークスレーサーRG500の開発にも尽力した。
- 1974年、スズキ・TR750でデイトナ200に参戦し、7位入賞。
- 1976年、スズキ竜洋テストコースでテスト中に重傷を負い[注釈 2]、ワークスライダーの座を降りる。
- 1977年、富士スピードウェイでのレースにヤマハ・TZ750で出場。トップ争いの最中に転倒して、1976年に竜洋で傷めた箇所を再度骨折し、37歳で現役を引退。
- 1980年代末から1990年代初頭、明光商会からのスポンサードを受けチームを組織し、全日本ロードレース選手権の500ccクラスと250ccクラスに参戦。ライダーは500ccが松本憲明、250ccでは椿洋、匹田禎則を起用した。
- その後は東京でオートバイ販売店「モトショップ・エキスパート」を経営。経営者として中古2輪車販売のビジネスを手掛けた。
- 2019年5月31日、大腸癌のため死去。79歳没[2]。

## エピソード
- トーハツがオートバイ事業から撤退した後、安良岡はヤマハへの移籍を模索した。まずヤマハワークスのエース格だった伊藤史朗の家に片山義美や本橋明泰と同居。その後に野口種晴（元ヤマハワークス主将格）の店「野口モータース」に勤務。だがヤマハ移籍がスムーズに行かないため、安良岡の先輩の本田和夫が伊藤史朗や野口種晴のもとに怒鳴り込んで関係を解消したという。
- ホンダへの移籍の可能性もあった。田中健二郎（元ホンダワークスライダー）に呼ばれ鈴鹿サーキットで走ったが、乗ったマシン（ホンダCR72、同CR77）が真っ直ぐ走らないため帰ってきた。以後「ホンダからは目の敵にされた」と述べている。
- 1960年代後半、カワサキのワークスライダーとして活躍しながら、東京で2輪販売店「アラオカモータース」を経営。この時期に、高校1年生の途中で中退した星野一義からモトクロスライダーとして弟子入りを志願される。当時の安良岡はロードレースの合間にモトクロス大会にも出場しており、その際はカワサキワークスの同僚である三橋実（元ヤマハワークスライダー）のチーム「カワサキコンバット」に加わる形だった。そのため星野も、安良岡に師事しながら、同時に三橋にも師事する形になった。
- 世界GP遠征時にバリー・シーンと知り合い、彼をスズキワークスに紹介したという。シーンは1976年・1977年と世界GP500ccでチャンピオンを獲得した後にイギリスの城を購入。安良岡への感謝を示し、安良岡専用の部屋（ケンズルーム）を設けていた。
- 安良岡はカワサキ系のロードレースチームとしてアラオカレーシングチームを運営。当時の若手チーム員の中に根本健がいた。またメカニックの中には富樫広樹（後にトガシエンジニアリングを設立）がいた。

## レース戦歴

### 全日本ロードレース選手権
| 年     | チーム             | マシン           | クラス | 1      | 2      | 3   | 4      | 5      | 6       | 7      | 8   | 9   | 10  | 順位 | ポイント |
| ------ | ------------------ | ---------------- | ------ | ------ | ------ | --- | ------ | ------ | ------- | ------ | --- | --- | --- | ---- | -------- |
| 1973年 |                    | スズキ・TR500 II | 750cc  | TSU    | SUZ    | SUZ | SUZ 1‡ | TSU    | SUZ     |        |     |     |     | -    | -        |
| 1974年 | アラオカレーシング | スズキ・TR500 II | 750cc  | SUZ 5‡ | SUZ 15 | TSU | SUZ    | TSU    | SUZ     |        |     |     |     | -    | -        |
| 1976年 | アラオカレーシング | スズキ・RG500    | 750cc  | SUZ    | TSU    | SUZ | SUZ    | TSU 1‡ | SUG Ret | SUZ 3‡ | SUG | TSU | SUZ | -    | -        |

- 太字はポールポジション、斜字はファステストラップ
- ‡ポイント対象外のフォーミュラ・リブレ（改造自由 / プロトタイプ、ファクトリーマシン）。